# (38007) 1998 KS49
1998 KS49 (asteroide 38007) é um asteroide da cintura principal. Possui uma excentricidade de 0.11650110 e uma inclinação de 14.87384º.
Este asteroide foi descoberto no dia 23 de maio de 1998 por LINEAR em Socorro.